# 11056 Volland
11056 Volland là một tiểu hành tinh vành đai chính với chu kỳ quỹ đạo là 1402.8924837 ngày (3.84 năm).
Nó được phát hiện ngày 6 tháng 6 năm 1991.